# Upplands runinskrifter 22
Runinskrift U 22 är en runsten som står i Kurbacken, en kort promenad ifrån Kungsbergabadet i Kungsberga och Färentuna socken och Ekerö kommun i Uppland.

## Stenen
Runstenen belägen i gravfältets SÖ-del och är av granit 2,10 m hög, 0,9 m bred och 0,5 m tjock. Runhöjd är 4-13 cm. Framför runstenen av gnejs är en gravhög, satt med stenar och insjunken topp. Ornamentiken i ringerikestil uppvisar en profilerad runorm som är låst i basen med ett iriskt koppel. Ristningen antas vara utförd av runkonstnären Åsmund Kåresson[källa behövs] och den från runor till latinska bokstäver translittererade texten följer nedan.

## Inskriften
Translitterering av runraden:
ulfr · uk uikil + uk syrkil · þa... ...- stain · þina i(f)(t)iʀ ayt--u faþur sin ku·þ (h)ia[lbi] a-t
Normalisering till runsvenska:
Ulfʀ ok Vikell ok Syrkell/Sørkell þæ[iʀ] ... stæin þenna æftiʀ ayt--u, faður sinn. Guð hialpi a[n]d.
Översättning till nusvenska:
Ulv och Vikel och Styrkel de ... denna sten efter ... sin fader. Gud hjälpe anden.